# Kraljeva pfalca, Goslar
Kraljeva pfalca v Goslarju ali cesarska palača v Goslarju (nemško: Kaiserpfalz Goslar) je zgodovinski gradbeni kompleks ob vznožju hriba Rammelsberg na jugu mesta Goslar, severno od hribovja Harz v Nemčiji. Ima površino okoli 340 x 180 metrov. V kompleksu so bile prvotno kraljeva pfalca (Kaiserhaus), stara kolegijska cerkev svetega Simona in svetega Jude, kapelica svetega Ulricha in Marijina cerkev (Liebfrauenkirche). Kaiserhaus, ki je bila obsežno obnovljena v poznem 19. stoletju, je bil najljubša cesarska rezidenca, zlasti za salijske cesarje. Že v 11. stoletju so stavbe cesarske palače  tako navdušile kronista Lamberta iz Hersfelda, da jih je opisal kot »najbolj znano prebivališče v cesarstvu«. Od leta 1992 je pfalca, skupaj s starim mestom Goslar in Rammelsbergom na seznamu svetovne dediščine Unesca.

## Lega
Območje pfalce je v južnem delu mesta Goslar. Na zahodu prevladuje Kaiserhaus – kraljeva pfalca, ki je osrednja stavba celotnega kompleksa. Na severu se je nekoč pravokotno pridružila Marijina cerkev, ločena z majhnim dvoriščem, vendar danes od cerkve ni ostalo nič. Njeni temelji so pod potjo, ki vodi do Kaiserhaus. Na jugu, danes povezana z arkado iz 19. stoletja, je kapela svetega Ulricha. Vzhodno, nasproti Kaiserhaus, stoji kolegijska cerkev svetega Simona in svetega Jude, od katere je ostala le severna veranda. Tloris cerkve je danes vključen v površino parkirišča. Kompleksu so pripadale tudi stanovanjske in delavniške zgradbe kanonikov, hiša ministerialov in cesarjevega spremstva, hlevi in skladišča. Poleg tega je bilo celotno območje obdano z zidom.

## Posamezne stavbe v območju palače
Najstarejši izvor kraljeve pfalce je verjetno v kraljeva lovska koča, kot je omenil srednjeveški kronist Adam Bremenski za otonsko obdobje. Leta 1005 je Henrik II. postavil prvi cesarski dvorec v Goslarju, ki je zaradi bogastva rude pod bližnjim Rammelsbergom kmalu presegel bližnjo palačo v Werlu. V 1030-ih je Konrad II. začel širiti območje tako, da je položil temeljni kamen za Marijino cerkev. Območje je bilo dokončano in uživalo razcvet pod njegovim sinom  Henrikom III.. Leta 1048 je Henrik povabil v Goslar enega najpomembnejših arhitektov tistega časa, človeka, ki je kasneje postal škof Osnabrücka, Benna II. Pod Bennovim strokovnim vodstvom so bile stavbe, ki so bile narejene od leta 1040, dokončane v prvi polovici 1050-ih: nova Kaiserhaus, kot jo poznamo danes in kolegijska cerkev svetega Simona in svetega Jude. Negotov pa je datum kapele svetega Ulricha. Domneva se, da je bila zgrajena v času Henrika III., Henrika V. ali celo Lotarja III. Süpplinburškega.

### Pfalca
Kaiserhaus je 54 metrov dolga in 18 metrov široka in je bila največja posvetna stavba tistega časa. Središče stavbe je dvonadstropna dvorana. V vsaki etaži sta dve sobi, dolgi 47 metrov in široki 15 metrov. Obe sta imeli strop iz tramov, ki ga je v sredini podpirala vrsta stebrov. Zgornji del dveh prostorov je bil rezerviran za cesarja in njegovo neposredno spremstvo, spodnji prostor za dvorjane nižjega položaja.
Cesarski prestol je bil postavljen v sedem metrov visoko zgornjo etažo sredi zaprte, zadnje, zahodne stene. Vzhodna stena je bila prevotljena z vrsto oken in je nudila pogled na skoraj celotno palačo in stolnico nasproti. Osrednje okno v zgornjem nadstropju je vodilo tudi do balkona s stebrički, katerega obe strani sta imeli tri obokana okna. Nobeno od oken ni bilo zastekljeno, saj so bila na zavetrni strani stavbe.
Na severnem delu je bila hiši dodana druga, dvonadstropna stanovanjska stavba. Zgornje nadstropje je bilo verjetno rezervirano za cesarsko družino. Iz zgornjega prostora je bil neposreden dostop do sosednje Marijine cerkve. Cerkev je bila verjetno dostopna tudi prek galerije.
V začetku 12. stoletja je bilo v času Henrika V. v Kaiserhausu narejenih več strukturnih sprememb. Dodal je stare, skoraj enake, druge bivalne prostore na južnem koncu stavbe. Leta 1132 se je dvorana zrušila, vendar je bila takoj obnovljena. Hkrati je bil po celotni višini stavbe dodan prečni trakt (Quertrakt), pred sredinskimi vrati v pritličju pa je bila postavljena veranda, ki je služila kot balkon v prvem nadstropju. Iz doslej skrite strehe, ki je bila pokrita s skrilavcem, je zdaj štrlel zatrep. Poleg tega so bila nekatera okna zaprta, izvedeno je bilo talno ogrevanje. Okna so bila zamenjana s pravokotnimi.
Ob vznožju južnega stopnišča so ostanki temeljev, ki verjetno pripadajo prvi kraljevi pfalci (Pfalzbau), ki jo je zgradil Henrik II.

### Kolegijska cerkev svetega Simona in svetega Jude
Kanoniki so častili v triladijski baziliki s transeptom, tremi vzhodnimi apsidami in westwerkom z dvema osmerokotnima stolpoma z zvonom med njima in preprostim narteksom. Pod korom je bila kripta, nad križiščem pa je bil še en stolp. Cerkev je 2. julija 1051 posvetil kölnski nadškof in jo posvetil Simonu Zealotu in apostolu Judi, katerega dan čaščenja je sovpadel z rojstnim dnem Henrika III. Bazilika je bila v tem času največja romanska cerkev vzhodno od Rena in postala vzor za številne podobne stavbe v severni Nemčiji, na primer v stolnico v Braunschweigu. Iz te cerkve je izšlo veliko pomembnih verskih dostojanstvenikov cesarstva. Leta 1819 so cerkev, ki jo pogosto imenujejo stolnica, prodali za rušenje.

### Tako imenovan stolnični vhod
Okoli leta 1150 so pred severnim portalom cerkve dodali verando, ki je še danes edini ohranjeni del cerkve. Nekdanja severna vrata stolnice so zdaj zadnja stena verande. Sprednji del preddverja je okrašen z dvema vrstama niš, ki so bile prvotno pobarvane. Na zgornji vrsti je Marija z otrokom na sredini, ki je na obeh straneh obdana s svečniki in angeli, prvotne figure angelov, ki so se izgubile so zamenjali s slikami. V spodnji vrsti je od leve proti desni prikazan cesar Henrik III., zavetnik stolnice Simon, Matjaž in Juda, pa tudi druga, ki ni jasno prepoznavna, cesarska figura.
V tej dvorani je danes replika cesarskega prestola (Kaiserstuhl), ki je bil prvotno v cerkvi. Izvirnik je v obokih pfalce. Bronaste stranice  in naslonjalo so okrašeni z viticami in segajo v drugo polovico 11. stoletja, medtem ko je peščenjak, ki obdaja dejanski sedež, nekoliko novejši. Okrašen je z romanskimi živalskimi figurami in mitskimi bitji. Cesarski prestol je verjetno uporabljal Henrik IV. Razen prestola Karla Velikega v Aachnu je edini ohranjeni prestol svetega rimskega cesarja iz srednjega veka. Leta 1840 ga je kupil pruski princ Karel in ga namestil v srednjeveški samostan (Klosterhof) v palači Glienicke v Potsdamu. Kasneje je prišel v posest Hohenzollernov in je bil uporabljen kot cesarski prestol za cesarja Viljema I. na začetku prvega srečanja novega nemškega Reichstaga 21. marca 1871.

### Kapela svetega Ulrich
Načrt dvojne kapele sv. Ulricha tvori tako imenovani grški križ, ki ima enake krake in tri vzhodne apside v spodnji kapeli. Zgornja kapela pa je osmerokotna s samo eno vzhodno apsido. Takšna zasnova je edinstvena v Nemčiji. Kvadratna odprtina nad križem povezuje spodnjo kapelo z zgornjo, ki je bila prvotno rezervirana za cesarsko družino. Dve kapeli sta povezani tudi s stopniščnim stolpom, ki je skoraj med severom in zahodnim krakom križa. Iz tega stolpa je bila kapela dostopna tudi po hodniku do južne, mlajše, povezane dnevne sobe cesarske družine.
Danes je v središču križa v spodnji kapeli sarkofag s pokrovom in skulpturo iz sredine 13. stoletja. To je ležeča figura v naravni velikosti Henrika III., njegova glava je na blazini, pes leži pred njegovimi nogami, v desnici ima žezlo, v levi model cerkve. Sarkofag vsebuje (v osmerokotni zlati kapsuli) srce Henrika III., ki je bil na lastno željo pokopan v Goslarju in je bil od leta 1884 v kapeli svetega Ulricha.

### Cerkev Naše gospe
Cerkev Naše gospe (Liebfrauenkirche), pravzaprav kapela Sanctae Mariae Virginis ali samo kapela svete Marije (Marienkapelle), je sestavljena iz osrednje kvadratne stavbe dolžine približno 10 metrov, na katero so bile priključene tri vzhodne apside in na nasprotni strani zahodnega dela z dvema okroglima stolpoma. Stavba je bila visoka dve nadstropji. Pritličje z dostopom na južni strani je bilo namenjeno "navadnemu osebju". Zgornje nadstropje, verjetno zasnovano z marmornim tlakom, je bilo zopet rezervirano za cesarsko družino in je imelo neposredno povezavo s pfalco iz zahodnega dela.

### Stavba kurije
Stavbe kurije so tudi pripadale k pfalci. To so na primer vikarijska kurija v Domburgu, bližnja kolegijska cerkvena posest obdana z zidom. Druge zgradbe kurije, kot sta von Steinberg in Herlinberg, sta obdajali trg, znan kot Kaiserbleek na severu in jugu med kolegijsko cerkvijo in Kaiserhausom.

### Župnijska cerkev svetega Tomaža
V severovzhodnem kotu Domburga je bila cerkev svetega Tomaža, zgrajena v 11. stoletju. To je bila župnijska cerkev območja pfalce.

## Zgodovinski dogodki
V območju pfalce je bilo več pomembnih zgodovinskih dogodkov, vključno z:
- 11. novembra 1050 se je tu rodil Henrik IV.
- Pozno poleti leta 1056 je bil papež Viktor II. več tednov gost Henrika III.. Bil je prisoten ob njegovi smrti v Bodfeldu v Harzu in nato organiziral prenos moči na Henrikovo vdovo, cesarico Agnes.
- Na Binkošti leta 1063 je Goslarski spor pripeljal do prelivanja krvi v stolnici, ki mu je bil priča mladi Henrik IV. Med škofom Hezilom iz Hildesheima in opatom Fulde, Wideradom, je prišlo do spora zaradi razporeditve sedežev, ki se je končal s poldnevnim krvavim bojem.
- Poleti 1073 je moral Henrik IV. pobegniti iz pfalce v bližnji Harzburg, da bi ušel saškim upornikom.
- Na božič 1075 je Henrik IV. v Goslarju dobil pismo papeža Gregorja VII., v katerem mu je grozil z izobčenjem, s čimer se je začel investiturni boj.
- V palači je bil leta 1081 kronan in maziljen antikralj Hermann Salmski.
- Med letoma 1152 in 1188 je bila pfalca prizorišče in včasih tudi vzrok spora med cesarjem Friderikom I. in vojvodo Henrikom Levom.
- Julija 1219 je Friderik II. vodil skupščino (nemški Reichstag) in ob tej priložnosti prejel cesarske regalije, ki jih je Oton IV. zadržal v Harzburgu.

## Ruševine in obnova
1253 je bil nazadnje v pfalci nemški kralj Viljem II. Holandski. Nato je začela propadati. Leta 1289 je požar uničil mnoge stavbe na posesti. Najnovejša stanovanjska zgradba je bila nato porušena do temeljev. Naslednje leto je območje pfalce prišlo v posest mesta Goslar. Dvorano so dolgo uporabljali kot sodišče, deloma goslarjevega sodnega izvršitelja (Stadtvogt) in delno kot saško okrožno sodišče, vendar je bila vse bolj "zlorabljena" kot skladišče. Tako so bili na primer dvorana Kaiserhaus in starejši bivalni prostori sredi 16. stoletja uporabljeni kot kašča. Kapela sv. Ulricha je bila od leta 1575 uporabljena kot zapor, kar jo je vsaj pomagalo ohraniti. Stolpi Marijine cerkve so propadli leta 1672, preostanek cerkve pa leta 1722. Njene kamne so uporabili kot gradbeni material. Stene stolnice so po poročanju propadle že leta 1331, leta 1530 pa je padel stolp. Leta 1802 je ostala le ruševina, ki je bila prodana 19. julija 1819 za 1504 talerjev za rušenje. Le severni portal ostaja in še vedno daje vtis nekdanje veličastnosti.
Leta 1865 so se zidovi v Kaiserhaus spet zrušili in možnost dokončnega rušenja je bila na dnevnem redu mestnega sveta Goslarja. To je bilo preprečeno in namesto tega je državna komisija priporočila obnovitev stavbe. Gradbena dela so se začela 14. avgusta 1868. 15. avgusta 1875 je cesar Viljem I. obiskal to mesto in dejansko dal projektu »nacionalni blagoslov«. Leta 1879 je bila dokončana obnova stavbe, vendar je iz današnje perspektive rezultat presegel vrh. Nacionalistično navdušenje časa se je izražalo v gradnji spomenikov in različnim arhitekturnim grehom. Arkada od Kaiserhaus do kapele svetega Ulricha, odprto stopnišče pred vzhodnim licem, dve repliki leva in konjeniška kipa cesarja Barbarosse in Viljema I. (zgrajena 1900-01) so najbolj vidni primeri. Tudi v notranjosti stavbe monumentalne zgodovinske freske, ki jih je v obdobju 1879-1897 ustvaril profesor Hermann Wislicenus, pričajo o nacionalnem občutku razkošja tistega časa.
V letih 1913/14 in ponovno leta 1922 je arheološke raziskave v območju pfalce izvedel profesor Uvo Hölscher, zaradi česar so bili ponovno odkriti temelji Marijine cerkve. 

## Palača danes
Kraljeva pfalca je ena najbolj prepoznavnih turističnih znamenitosti v mestu Goslar in regiji Harz. Kaiserhaus se lahko obišče, na voljo so vodeni ogledi, ostale prostore pa se uporablja za administrativne namene in razstave. Poleg tega so v mestnem muzeju eksponati iz pfalce, zlasti iz samostana svetega Simona in svetega Jude, na primer Rodov oltar (Krodoaltar) in številni vitraji.
Od leta 1992 je območje palače, skupaj s starim mestom Goslar in rudnikom Rammelsberg na seznamu Unescove svetovne dediščine. Skulptura Henryja Moora, Goslar Warrior 1973–1974, je od leta 1975 stal v vrtovih pfalce. Ime mesta je dobil po tem, ko je Moore leta 1975 prejel nagrado mesta Goslar Goslarer Kaiserring. V toplejših poletnih večerih je bil velik travnik okrog dveh kipov pred pfalco priljubljeno zbirališče vseh vrst ljudi. Danes je prepovedan alkohol in zbiranje kjerkoli v palači.